# Lieu historique national du Canada de la Rotonde-de-la-Rue-John (Canadien-Pacifique)
Le lieu historique national du Canada de la Rotonde-de-la-Rue-John (Canadien-Pacifique) est une rotonde construite par le Canadien Pacifique (CP) en 1929 pour l'entretien des locomotives à vapeur des trains de voyageurs qui s'arrêtaient à la gare Union, située à proximité. 
Le complexe est le deuxième construit sur le site par CP. La rotonde d'origine est détruit dans les années 1920 pour construire un viaduc ferroviaire.
La conversion de la vapeur au diesel, achevée par le CP en 1960, entraîna la fermeture des rotondes canadiennes, dont celle-ci, en 1982. Cette rotonde sur la rue John est désignée lieu historique national du Canada en 1990 comme l’exemple le plus parfait de toutes les rotondes qui subsistent au Canada.
En 2001, la Ville de Toronto donne à la Toronto Railway Historical Association le mandat d'ouvrir un musée ferroviaire au centre-ville. Après une restauration approfondie d'une partie du complexe, le musée ouvre ses portes en mai 2010. Le musée utilise également le parc Roundhouse au nord, qui abrite de nombreuses locomotives historiques ainsi que la gare Don,,.